# تفجير حافلة كفار داروم
هجوم حافلة كفار داروم هو هجومٌ انتحاريّ حصلَ في التاسع من نيسان/أبريل عام 1995 حينما استهدفَ مقاومٌ فلسطينيّ حافلةً كانت تقلُّ عددًا من الجنود الإسرائيليين باتجاهِ كفار داروم وهي مستوطنة إسرائيلية في قطاع غزة. أسفر الهجوم عن مقتل سبعة جنود إسرائيليين ومدني أمريكي واحد كان يستقلُّ معهم الحافلة لسببٍ ما؛ وأعلنَ الذراع العسكري لحركة الجهاد الإسلامي مسؤوليته عن التفجير. حكم قاضٍ اتحادي في الولايات المتحدة الأمريكية بأنَّ الحكومة الإيرانية قد قدمت مساعدات مالية إلى المجموعة التي نفذت الهجوم؛ وبالتالي كانت مسؤولة عن قتل المواطن الأمريكي، آمرًا إيّاها بدفعِ تعويضاتٍ لعائلة الضحية قيمتها 247.5 مليون دولار.

## خلفيّة
في الثاني من نيسان/أبريل 1995؛ فجَّرت الاستخبارات الإسرائيلية منزلًا في حيّ الشيخ رضوان في غزة ما تسبَّبَ في مقتل كمال كحيل أحد قادة حماس العسكريين رُفقة 5 فلسطينيين آخرين. توعّدت فصائل المقاومة الفلسطينية بالردّ على جريمة الاحتلال الإسرائيلي ولم يكد يمرُّ أسبوعٌ حتى بدأت الفصائل في استهداف عناصر جيش الاحتلال في عددٍ من المناطق وبطرق مختلفة كنوعٍ من الانتقام على ما قام به ولإجبارهِ على التراجع.

## العمليّة

### الهجوم
في صباح يوم التاسع من نيسان/أبريل 1995؛ انطلقَ خالد محمد خطيب وهو عاملُ بناء من مخيم النصيرات للاجئين عبر سيارته المفخّخة على الطريق السريع الرئيسي الممتد من عسقلان إلى المستوطنات الإسرائيلية في قطاع غزة؛ وبحلول الساعة 11:45 صباحًا صدمَ خالد بسيّارته الحافلة إيجد 36 التي كانت متجهة صوب مستوطنة كفار داروم التي كان على متنها أكثر من 60 جنديًا إسرائيليًا وأمريكًا واحدًا. تسبَّب الهجوم في مقتل سبعة جنود إسرائيليين وأمريكي واحد فيما أُصيب 52 راكبًا.

### المُنفِّذ
وُلد خالد محمد الخطيب عام 1971 في مخيم النصيرات وسط القطاع، حيث درس مرحلتي الابتدائي والإعدادي في مدارس تابعةٍ لوكالة الغوث لتشغيل اللاجئين؛ وأنهى تعليمه الثانوي ثم انتقل من الدراسة للعمل في البناء لمساعدة الأسرة ماديًا. انضمَّ خالد لحركة الجهاد الإسلامي في نهاية الثمانينات ثمَّ التحق بالجناح العسكري القوى الإسلامية المجاهدة (قسم) وهو الاسم السابق لسرايا القُدس حاليًا.

## الهجوم اللاحق
بعد ساعتين من الهجوم الأول؛ قام المُقاوِم الفلسطيني عماد أبو أمونة بتفجيرِ سيارته المفخَّخة هو الآخر وسطَ قافلة سيارات إسرائيلية كانت تُرافق سيارة للشرطة الإسرائيلية تسيرُ باتجاهِ مستوطنة نتساريم. عماد هو أحد النشطاء في حركة الجهاد الإسلامي وقد نفذ العمليّة في نفس يوم عمليّة خالد مع أنها لم تقتل أحدًا ولكنها – أي العمليّة – أصابت ثلاثين جنديًا. الجدير بالذكر هنا أن القنبلة التي التي استخدمها عماد هي من تصميم وتطوير المهندس الفلسطيني يحيى عياش.